# Le Souffre-douleur (nouvelle)
Pour les articles homonymes, voir Le Souffre-douleur.
Le Souffre-douleur (The Under Dog), précédemment titrée Le Retour d'Hercule Poirot,  est une nouvelle policière d'Agatha Christie, mettant en scène le détective belge Hercule Poirot.
Initialement publiée le 1er avril 1926 dans la revue The Mystery Magazine aux États-Unis, cette nouvelle n'a été reprise en recueil qu'en 1951 dans The Under Dog and Other Stories aux États-Unis. Elle a été publiée pour la première fois France dans le recueil Le Retour d'Hercule Poirot en 1962.

## Publications
Avant la publication dans un recueil, la nouvelle avait fait l'objet de publications dans des revues :
- le 1er avril 1926, aux États-Unis, dans le no 6 (vol. 8) de la revue The Mystery Magazine[1]
- en octobre 1926, au Royaume-Uni, dans le mensuel The London Magazine[réf. souhaitée]

La nouvelle a ensuite fait partie de nombreux recueils :
- en 1951, aux États-Unis, dans The Under Dog and Other Stories, chez Dodd, Mead and Co[1],[2]. (avec 8 autres nouvelles)
- en 1960, au Royaume-Uni, dans The Adventure of the Christmas Pudding and a Selection of Entrées, chez Collins Crime Club[1],[3] (avec 5 autres nouvelles)
- en 1962, en France, sous le titre « Le Retour d'Hercule Poirot », dans Le Retour d'Hercule Poirot, chez Librairie des Champs-Élysées, coll.« Le Masque »[4] (avec 2 autres nouvelles)
(la nouvelle prend le nom de « Le Souffre-douleur » lors de la réédition du recueil sous le titre « Christmas Pudding » dans les coll. « Club des Masque » et « Les Intégrales du Masque »)

## Adaptation
- 1993 : L'Affaire de l'invention volée (The Underdog), téléfilm britannique de la série télévisée Hercule Poirot (35e épisode, 5.02), avec David Suchet dans le rôle principal.